# Lettomanoppello
Lettomanoppello ist eine italienische Gemeinde mit 2666 Einwohnern und liegt in der Provinz Pescara in den Abruzzen. Ein Teil des Territoriums der Gemeinde liegt innerhalb der Grenzen des Nationalparks Majella.

## Geografie
Zu den Ortsteilen (Fraktionen) zählen Chiuse, Fonte Marte und Lavino.
Die Nachbargemeinden sind: Abbateggio, Manoppello, Pretoro, Roccamorice, Scafa, Serramonacesca und Turrivalignani.

## Geschichte
In den Dokumenten des Mittelalters wurde die Gemeinde als Lectio Prope Manoppellum erwähnt. Das Dorf ist mittelalterlichen Ursprungs und gehörte lange zu der Gemeinde Manopello. Im 7. Jahrhundert wurde es von der Diözese Chieti übernommen. Die Gemeinde Lettomanoppello verfügt schon seit vielen Jahrhunderten über viele Vorräte an Mineralien. Die weißen Steine, die es in der Gemeinde reichlich gibt, stammen vom Maiella-Gebirge.

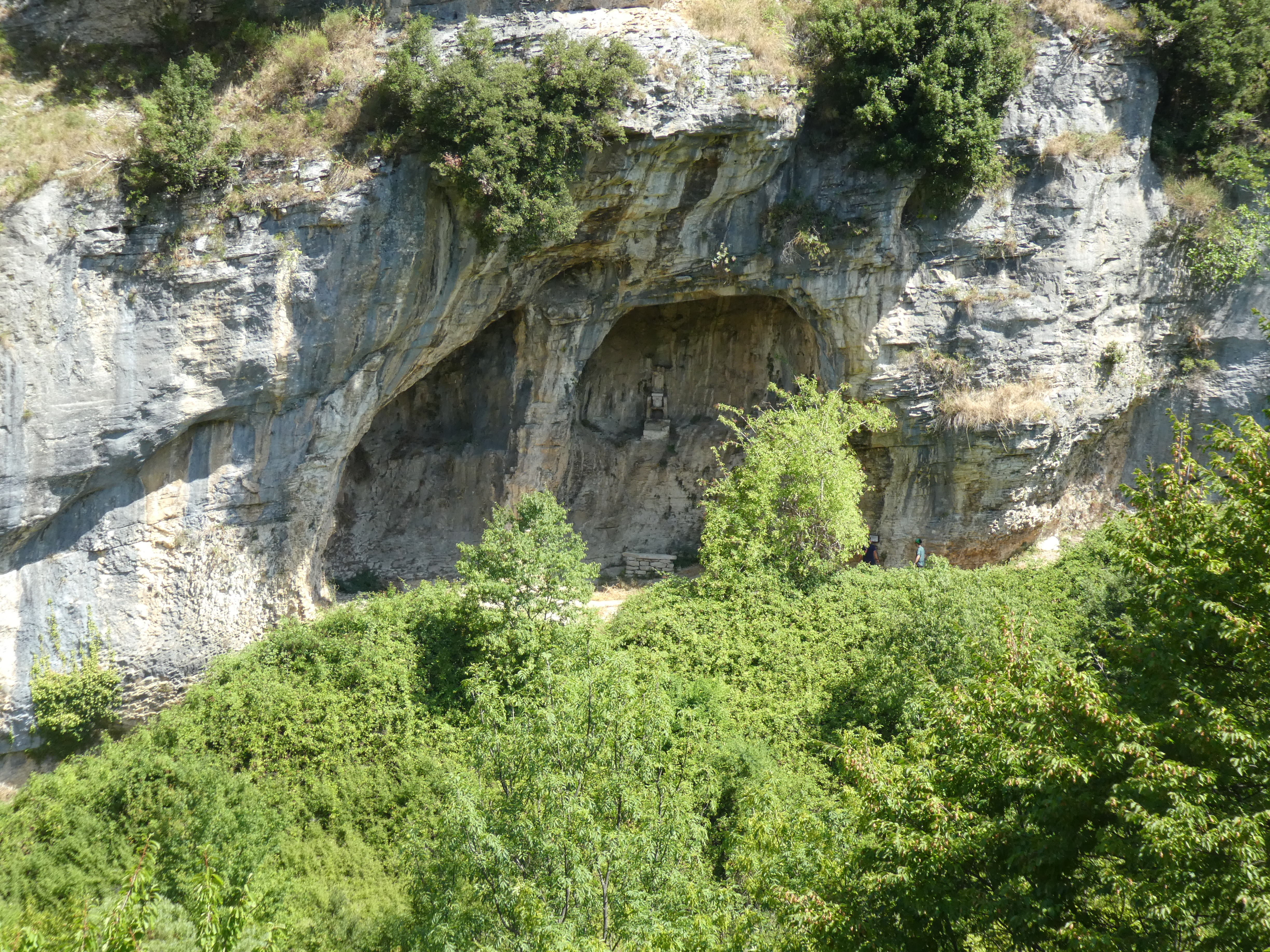
Grotta di Sant’Angelo in Lettomanoppello

## Weinbau
In der Gemeinde werden Reben der Sorte Montepulciano für den DOC-Wein Montepulciano d’Abruzzo angebaut.